# Піперитон
Піперитон — кетон, представник терпеноїдів.

## Властивості
Безбарвна рідина із камфорно-м'ятним запахом. Розчиняється в етанолі й ефірних оліях, нерозчинний у воді. Складається з двох ізомерів: (+)-піперитону й (-)-піперитону. При відновленні натрієм у етанолі піперитон перетворюється на (±)-ментол й (±)-феландрен.

## Синтез

Синтез піперитону

Отримується з ацетону, метилвінілкетону й інших реагентів.